# Fudbalski Klub Sutjeska Foča
Il Fudbalski Klub Sutjeska Foča è una società calcistica con sede nella città di Foča, nel sud della Bosnia ed Erzegovina.

## Storia
Nel 1946, dopo la fine della seconda guerra mondiale, viene fondata l'FK Sutjeska, che prende il nome dalla battaglia della Sutjeska. Il club giocherà a livello regionale fino alla fine degli anni '70, quando sarà promosso nel terzo livello jugoslavo per la stagione 1979-1980. Tuttavia, nella loro prima stagione saranno retrocessi e rimarranno nei campionati regionali fino all'inizio delle guerre civili degli anni'90.